# Monjurosuchidae
Los monjurosúquidos (Monjurosuchidae) son una familia de diápsidos arcosauromorfos coristoderos que vivieron a mediados del Cretácico, entre el Berriasiense al Aptiense, hace aproximadamente 140 a 120 millones de años. Sus fósiles se encontraron en China y Japón. El nombre fue propuesto por Endo en 1940.